# Modesto Omiste
Modesto Omiste is een provincie in het zuidoosten van het departement Potosí in Bolivia. De provincie is vernoemd naar Modesto Omiste Tinajeros (1840 - ?), een Boliviaans politicus die zich inzette voor het onderwijs.

## Geografie
De provincie is een van de zestien provincies in het departement. Het ligt tussen 21° 39' en 22° 06' zuiderbreedte en 21° 39' en 22° 06' westerlengte. De provincie strekt zich 120 km uit van oost naar west en 65 km van noord naar zuid. Het oppervlak is 2260 km², iets kleiner dan de provincie Drenthe. De provincie wordt omringd door de provincie Sud Chichas in het noorden, het departement Tarija in het oosten en door Argentinië in het zuiden en zuidwesten.

## Demografie
Belangrijkste taal in het gebied is met 97% Spaans, 44% van de bevolking spreekt Quechua. Uit volkstellingen blijkt dat de bevolking is toegenomen van 31.737 in 1992 naar 36.266 in 2001, een stijging van 14,3%. Hoofdstad van de provincie is Villazón.
44% van de bevolking heeft geen toegang tot elektriciteit, 54% leeft zonder sanitaire voorzieningen. 18% van de mensen werkt in de landbouw, 11% in de industrie, 71% in dienstverlening. 84% is katholiek en 11% evangelisch.

## Bestuurlijke indeling
Modesto Omiste bestaat uit één gemeente, Villazón, die is onderverdeeld in dertien kantons:
- Berque
- Casira
- Chagua
- Chipihuayco
- Mojo
- Moraya
- Sagnasti
- Salitre
- San Pedro de Sococha
- Sarcari
- Sococha
- Villazon
- Yuruma

Alonso de Ibáñez · 
Antonio Quijarro · 
Bernardino Bilbao · 
Charcas · 
Chayanta · 
Cornelio Saavedra · 
Daniel Campos · 
Enrique Baldivieso · 
José María Linares · 
Modesto Omiste · 
Nor Chichas · 
Nor Lípez · 
Rafael Bustillo · 
Sud Chichas · 
Sud Lípez · 
Tomás Frías